# 카르멘 (1984년 영화)
카르멘(Bizet's Carmen)은 프랑스에서 제작된 프란체스코 로시 감독의 1984년 드라마, 뮤지컬 영화이다. 플라시도 도밍고 등이 주연으로 출연하였고 패트리스 르두 등이 제작에 참여하였다.

## 출연

### 주연
- 플라시도 도밍고
- 줄리아 미게네스

### 조연
- 루제로 라이몬디

## 제작진
- 미술: 엔리코 잡
- 의상: 엔리코 잡